# Schizocosa retrorsa
Schizocosa retrorsa este o specie de păianjeni din genul Schizocosa, familia Lycosidae. A fost descrisă pentru prima dată de Banks, 1911. Conform Catalogue of Life specia Schizocosa retrorsa nu are subspecii cunoscute.